# سكاربورو (شمال يوركشاير)
سكاربورو هي بلدة على ساحل بحر الشمال في شمال يوركشاير، إنجلترا. تاريخيًا، كانت المدينة جزءًا من دائرة يوركشاير الشمالية، وتقع بين 3 إلى 70 مترًا فوق مستوى سطح البحر، من المرفأ الذي يرتفع كثيرا شمالًا وغربًا باتجاه منحدرات الحجر الجيري. يقع الجزء الأقدم من المدينة حول المرفأ وهو محمي برأس صخري.
يبلغ عدد سكان البلدة أكثر من 61000 نسمة، وهو أكبر منتجع لقضاء العطلات على ساحل يوركشاير. تمتاز البلدة بصناعات صيد الأسماك والخدمات، بما في ذلك الاقتصاد الرقمي والإبداعي المتنامي، فضلاً عن كونها وجهة سياحية. يُعرف سكان المدينة باسم سكاربوريانز.